# Stazione di Wilen
La stazione di Wilen (in tedesco Bahnhof Wilen), anche nota come Herisau Wilen, è una stazione ferroviaria nel comune svizzero di Herisau sulla linea Gossau-Appenzello.

## Storia
La stazione fu attivata il 12 settembre 1875, in occasione dell'apertura della tratta Herisau-Urnäsch della ferrovia Gossau-Appenzello.

## Strutture e impianti
La stazione dispone di 2 binari dotati di marciapiede per il servizio passeggeri. È dotata di un piccolo fabbricato viaggiatori.

## Movimento
La stazione è servita da treni ogni 30 minuti (e che fermano su richiesta) sulla linea S23 (relazione Gossau - Wasserauen) della rete celere di San Gallo.

## Interscambi
- Fermata autobus[4]